# سكوت آدامز
سكوت آدامز (بالإنجليزية: Scott Adams)‏ (و. 1957 – م) هو فنان قصص مصورة، وعالم اقتصاد، من الولايات المتحدة الأمريكية.

## التعليم
تعلم في كلية هاس لإدارة الأعمال ‏.

## وصلات خارجية
- سكوت آدامز على موقع IMDb (الإنجليزية)
- سكوت آدامز على موقع الموسوعة البريطانية (الإنجليزية)
- سكوت آدامز على موقع ميوزك برينز (الإنجليزية)
- سكوت آدامز على موقع إن إن دي بي (الإنجليزية)
- سكوت آدامز على موقع قاعدة بيانات الفيلم (الإنجليزية)